# ハダカオオカミウオ科
ハダカオオカミウオ科（学名：Cryptacanthodidae）は、スズキ目ゲンゲ亜目に所属する魚類の分類群の一つ。ハダカオオカミウオ属のみ1属で構成され、ハダカオオカミウオなど冷たい海で暮らす底生魚を中心に4種が記載される。

## 分布・生態
ハダカオオカミウオ科の魚類はすべて海水魚で、北半球の寒冷な海に分布する。Cryptacanthodes maculatus のみが大西洋（北アメリカ東岸）に生息し、残る3種は北太平洋から知られている。
本科は沿岸から水深数百メートルにかけての泥底域で生活する底生魚のグループで、海底に複数の出口をもつトンネルを作って生活する。食性は肉食性で、甲殻類などの無脊椎動物を主に捕食する。

## 形態
ハダカオオカミウオ科の仲間は一般に細長く、前半は筒状で後半は左右に平たく側扁した体型をもつ。体色は褐色から桃色調で、最大種では全長120cmに達する。口は大きく斜め上向きで、ほぼ垂直となっている。側線は退化的で、大きく開口した表面感丘に置換される。微小な円鱗をもつ Cryptacanthodes giganteus 以外の種類は鱗を欠く。浮き袋をもたない。
背鰭と臀鰭の基底は長く尾鰭のすぐ近くまで伸び、尾鰭と連続する種類もある。背鰭の棘条は60-80本、臀鰭は0-3本の棘条と43-52本の軟条で構成される。胸鰭は非常に小さい。腹鰭をもたないが、支持骨格は存在する。鰓耙は短く、15本に満たない。椎骨は71-88個。

## 分類

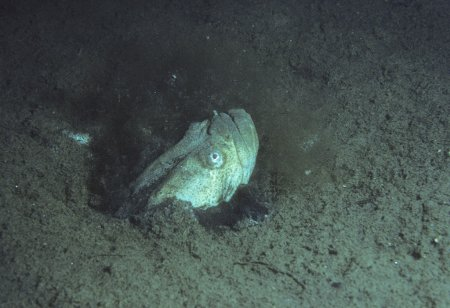
ハダカオオカミウオ属の1種（Cryptacanthodes maculatus）。本科魚類は生涯の多くの時間を、海底に掘ったトンネル内で過ごすとみられている

ハダカオオカミウオ科にはNelson（2016）の体系において1属4種が認められている。
- ハダカオオカミウオ属 Cryptacanthodes
  - ハダカオオカミウオ Cryptacanthodes bergi
  - Cryptacanthodes aleutensis
  - Cryptacanthodes giganteus
  - Cryptacanthodes maculatus